# Stanley Donen
Stanley Donen (Columbia, Južna Karolina, 13. travnja 1924. – 21. veljače 2019.), bio je američki redatelj i koreograf.

## Životopis
Donen karijeru započinje kao plesač i koreograf. Godine 1941. u suradnji s Geneom Kellyjem koreografira kazališni mjuzikl Najbolja noga naprijed (engl. Best Foot Forward). Nakon višegodišnjeg koreografskog asistiranja (Djevojka s naslovnice, 1944.), Donen započinje redateljsku suradnju s Kellyjem na filmovima Diži sidra! (1945.) i Povedi me na baseball (1949.). Priznanja ostvaruju najprije mjuziklom U grad! (1949.), a posebice filmom Pjevajmo na kiši (1952.).
Zbog privatnih nesuglasica Donen odlučuje raskinuti suradnju s Kellyjem i okušati se u samostalnoj karijeri. Već svojim prvim samostalnim uratkom Sedam nevjesta za sedmoricu braće (1954.), moderniziranoj i koreografiranoj inačici legende o otmici Sabinjanki pokazuje vlastite redateljske sposobnosti u koje se dotada često sumnjalo i pretpostavljalo Kellyju ili Vincenteu Minnelliju. Iako se okušao i u drugim žanrovima poput trilera (Indiskrecija, 1958. i Šarada (1964.) i melodrame (Putovanje za dvoje, 1967. i Stubište 1969.), njegova se redateljska inovativnost najviše očitovala u mjuziklima Kraljevsko vjenčanje (1951.), Smiješno lice (1957.) i Film za groš (1978.).

### Stilske karakteristike
Djela Donenove i Kellyjeve suradnje odlikuje satiričnost i reciklažni karakter (primjerice u filmu Pjevajmo na kiši). Filmski elementi karakteristični za Donenovo djelovanje čine montažne inovacije i poigravanje specijalnim efektima, kao i preplitanje elemenata različitih žanrova: slapsticka i mjuzikla u Pjevajmo na kiši, vesterna i mjuzikla u Sedam nevjesta za sedmoricu braće te komedije, melodrame i mjuzikla u Filmu za groš.

## Nagrade i priznanja (izbor)
- 1995. – nagrada Billy Wilder
- 1995. – nagrada Akira Kurosava
- 1998. – nagrada Oscar za životno djelo
- 1999. – nagrada Joseph Plateau za životno djelo
- 2001. – nagrada Johnny Mercer
- 2009. – nagrada Douglas Watt za životno djelo
- 2011. – nagrada za životno djelo Izraelskoga filmskoga festivala

## Vanjske poveznice

### Sestrinski projekti
|  | Zajednički poslužitelj ima još gradiva o temi Stanley Donen |

### Mrežna sjedišta
- IMDb: Stanley Donen (engl.)
- IBDB: Stanley Donen (engl.)
- Stephen M. Silverman, Dancing on the Ceiling: Stanley Donen and His Movies, Alfred A. Knopf: New York (1996), str. 4-5  Arhivirana inačica izvorne stranice od 28. srpnja 2014. (Wayback Machine) (engl.)